# Leknes
Leknes é uma cidade na comuna de Vestvågøy no condado de Nordland. O vilarejo recebeu o status de cidade após decisão dos moradores em 14. september 2002. 
Leknes é o centro da comuna de Vestvågøy, que é a comuna mais populosa de Lofoten e Vesterålen com 10.797 habitantes (Central de estatísticas da Noruega (2006)) 
Leknes está geograficamente no meio de Lofoten, aproximadamente 68 km ao oeste de Svolvær e aproximadamente 65 km ao oeste de Å. 
A cidade tem 2.732 habitantes (Central de estatísticas da Noruega).